# 包柏漪
包柏漪（英語：Bette Bao Lord，1938年11月3日—），美籍华裔作家，人权活跃人士。

## 生平
包柏漪出生于上海，籍貫浙江宁波鄞县。父亲包新第曾任国民政府资源委员会驻美代表，母亲方婉华为安徽桐城人，是清代文学家方苞之后。1946年其父被派往美国，次年母亲带着她和她的二妹包圭漪一同赴美定居，留下三妹包珊珊在国内由姨妈抚养。1954年她考入塔夫茨大学化学系，不过二年级时因对化学不感兴趣而转入塔夫特大学弗来彻法律与外交学院（Fletcher School of Law and Diplomacy），后获得硕士学位。毕业后她曾任夏威夷大学东西方文化中心助理负责人，一年后又出任富布赖特计划项目官员，不过很快因为从事写作而辞去了工作。
1962年三妹珊珊来到美国和全家团聚，1964年珊珊口述、而由包柏漪撰写的回忆录《八月：一个中国女孩在共产主义中国生活的真实故事》出版，后来被译为十五种语言。同年她与同学温斯顿·洛德（Winston Lord）结婚，洛德后来在1980年代曾出任美国驻华大使。1973年她与丈夫随基辛格一同来到中国，这也是她27年后第一次回到故乡。1981年她根据其访华经历出版了其代表作《春月》，该书曾成为《纽约时报》最佳畅销书并获美国图书奖提名，还被《出版家周刊》誉为“中国的《乱世佳人》”，后来被译为十八种语言。1982年获塔夫特大学名誉法学博士学位。1984年又出版了儿童小说《猪年的棒球王》，该书于1985年获美国图书协会杰斐逊杯奖，并于1987年获美国儿童研究协会年度儿童书籍奖。1990年代，她又先后完成了《遗产：中国马赛克》与《忠》两部作品。
包柏漪同时还是位人权活动家，她曾于1998年获埃莉诺·罗斯福人权奖（Eleanor Roosevelt Human Rights Awards）。她还是人权组织自由之家的董事会荣休主席，国际声援西藏运动顾问委员会成员。

## 著作
- 《八月：一个中国女孩在共产主义中国生活的真实故事》[注 1]（Eighth moon: the true story of a young girl’s life in Communist China, by Sansan as told to Bette Lord，1964年）
- 《春月》（Spring Moon: a novel of China, Boston, Massachusetts，1982年）
- 《猪年的棒球王》[注 2]（In the Year of the Boar and Jackie Robinson，1984年）
- 《遗产：中国马赛克》（Legacies : a Chinese Mosaic，1990年）
- 《忠》（The Middle Heart，1996年）

## 荣誉

### 外国勋章奖章
- 大绶景星勋章（中华民国，2000年4月21日批准[1]，2000年4月24日于台北总统府颁授[2]）